# Miles Clifford
Sir Geoffrey Miles Clifford, KBE, CMG, ED (* 16. Februar 1897 in Hammersmith, London; † 21. Februar 1986) war ein britischer Kolonialadministrator, der unter anderem zwischen 1946 und 1952 Gouverneur der Falklandinseln war. Ihm zu Ehren wurde 1947 die Antarktis-Station Clifford House, 1948 Clifford Peak und 1952 der Clifford-Gletscher auf der Antarktischen Halbinsel benannt.

## Leben
Geoffrey Miles Clifford, Sohn des Malers und Künstlers Maurice Clifford und von Aimee Grace Richards, erhielt eine private Ausbildung und erwarb ein Diplom in Anthropologie am University College London (UCL), dem er später als Fellow angehörte. Er nahm von 1914 bis 1918 am Ersten Weltkrieg teil und diente von 1919 bis 1920 in der Rheinarmee. 1921 trat er in den Dienst des Kolonialministeriums (Colonial Office) und fand in den folgenden Jahren zahlreiche Verwendungen im Kolonialverwaltungsdienst in Nigeria. Er war zwischen 1934 und 1937 kommissarischer Resident in Adamawa und fungierte von 1938 bis 1941 als stellvertretender Kolonialsekretär in Nigeria. Für seine Verdienste wurde er 1939 zum Offizier des Order of the British Empire (OBE) ernannt. Für seine Unterstützung der Forces françaises libres (FFL) von Charles de Gaulle wurde ihm die Médaille de la Résistance avec Rosette verliehen. Als Nachfolger von David Callender Campbell wurde er 1942 Kolonialsekretär in Gibraltar und verblieb auf diesem Posten bis zu seiner Ablösung durch Robert Christopher Stafford Stanley 1944. Für seine Verdienste wurde er 1944 auch zum Companion des Order of St Michael and St George (CMG) ernannt.
Als Nachfolger von Sir Allan Wolsey Cardinall übernahm er 1946 das Amt des Gouverneur der Falklandinseln. Auf diesem Posten verblieb er bis 1954 und wurde daraufhin von Oswald Raynor Arthur abgelöst. Für seine Verdienste wurde er am 9. Juni 1949 als Knight Commander des Order of the British Empire (KBE) nobilitiert, wodurch er fortan den Namenszusatz „Sir“ trug. Ihm zu Ehren wurde 1947 die Antarktis-Station Clifford House, 1948 Clifford Peak und 1952 der Clifford-Gletscher auf der Antarktischen Halbinsel benannt. Als Gouverneur benannte er auf Palmerland auf der Antarktischen Halbinsel 1952 die Eland Mountains nach dem Mädchennamen seiner ersten Ehefrau sowie den Mount Tenniel nach seinem Großonkel, dem Illustrator und Aquarellisten John Tenniel. In erster Ehe heiratete er 1920 Ivy Dorothy „Peta“ Eland, Tochter von Arthur Robert Eland. Diese kinderlos gebliebene Ehe bestand bis zum Tode seiner Ehefrau. In zweiter Ehe heiratete er Mary  Clifford.

## Hintergrundliteratur
- James R. Fichter: British and French Colonialism in Africa, Asia and the Middle East. Connected Empires across the Eighteenth to the Twentieth Centuries, Springer, 2019, ISBN 978-3-319-97964-9.